# Maijishangrottorna

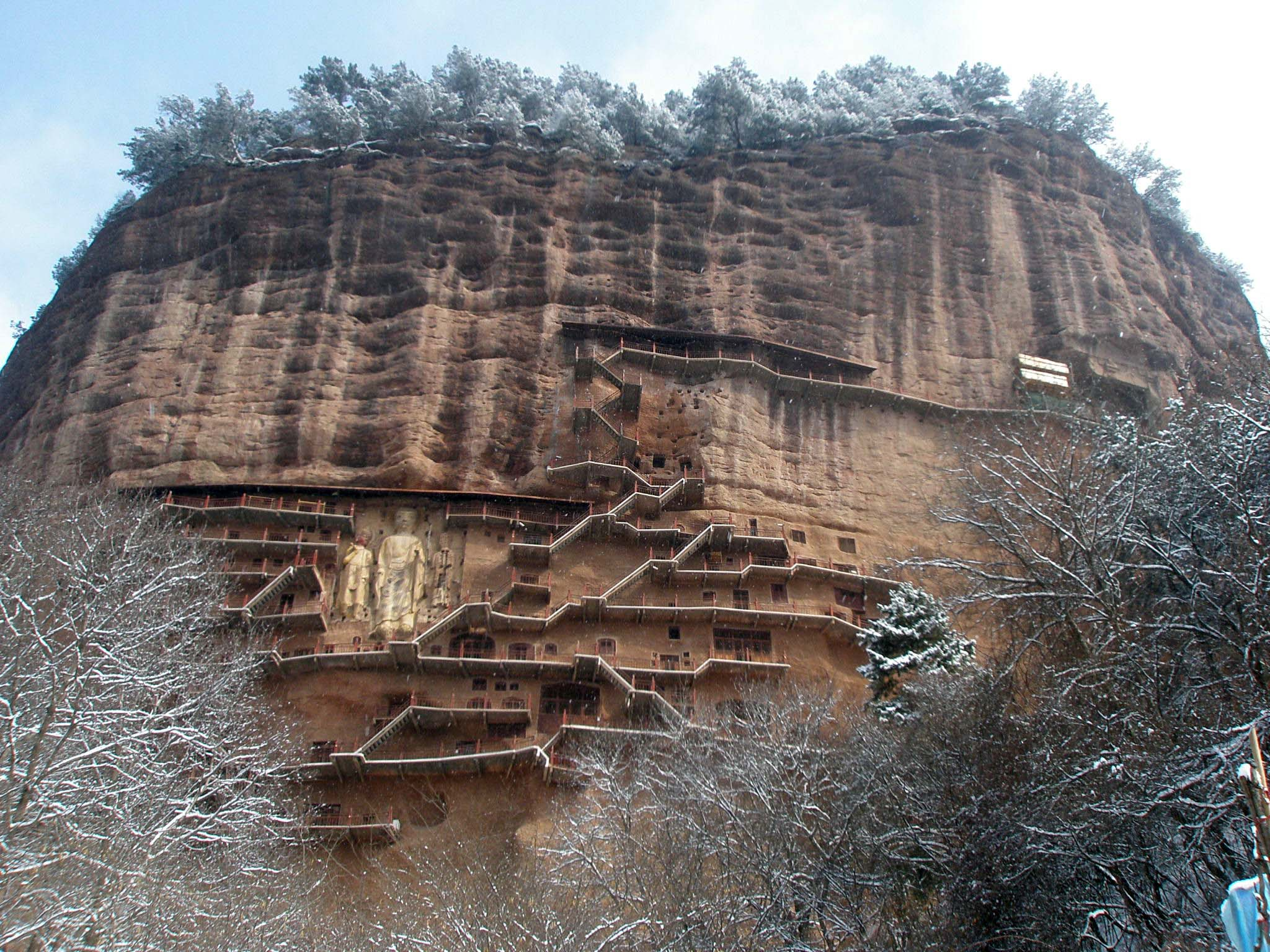
Maijishangrottorna

Maijishangrottorna består av 194 grottor uthuggna i klippan Majishan i Tianshui i Gansuprovinsen i nordvästra Kina. Byggnadsverket innehåller mer än 7 200 buddhistiska skulpturer och över 1 000 kvadratmeter muralmålningar.